# Candia (traghetto)
La Candia era una nave traghetto che ha servito con questo nome dal 1973 al 2000 per la compagnia cretese Anek Lines.

## Servizio
Costruita nel 1971 in Giappone, entra in servizio con il nome di Central NO 2 su una linea tra Kōbe e Kawasaki insieme alla gemella. Tuttavia, dopo neanche un anno le due navi vengono fermate, disarmate e vendute alla Anek Lines. La Central NO2 prende il nome di Candia e dopo essere stata ristrutturata per aumentarne le capacità di carico, viene immessa sui collegamenti tra la Grecia e Creta insieme alla gemella, principalmente sulle rotte tra Il Pireo e Candia e tra Il Pireo e La Canea. Nel 1997, con l'introduzione su questa linea delle più grandi e moderne Lato e Lissos, la Candia, sempre insieme alla gemella, viene spostata su altre linee interne greche, come collegamenti tra il Pireo e il Dodecaneso o una linea con molti scali tra il Pireo, il Peloponneso e Creta. Nei primi mesi del 2001, viene venduta alla Naif Marine Services, che la utilizza per collegamenti tra Bahrain e Iraq con il nome di Jabal Ali 3.
A febbraio del 2008 viene venduta per la demolizione.

## Navi gemelle
- Rethimnon